# Liechtenstein en el Festival de la Canción de Eurovisión
Liechtenstein intentó entrar en el Festival de la Canción de Eurovisión en 1976. Esto, a pesar de no ser miembro de la Unión Europea de Radiodifusión, una regla fundamental para participar. En 1969 su entrada era, supuestamente, «Un beau matin» de Vetty, pero se cree que fue una broma de la compañía francesa que hizo un disco compilatorio. Aunque la canción fue real, las reglas del momento hubieran hecho imposible que la canción de Liechtenstein fuera interpretada totalmente en francés. Sin embargo, algo que sí es seguro es que, en 1976, Biggi Bachmann iba a cantar "My Little Cowboy" por el principado en La Haya. No obstante, el no ser miembro de la UER significó que no era posible que asistiera. Bachmann entró en la final nacional Suiza para una edición posterior pero no ganó.
El país podría eventualmente participar en el festival, debido a que desde el 15 de agosto de 2008 entró en operaciones 1 FLTV, la única estación de televisión del país, y por lo tanto, podría ingresar como miembro de la UER, debido a que la estación ha presentado formalmente una solicitud para convertirse en miembro pleno del ente de radiodifusión europeo. Desde la edición del 2008, es, junto con la Ciudad del Vaticano y Kosovo (un estado parcialmente reconocido), los únicos países europeos que no han participado en ninguna edición de Eurovisión, dado que San Marino participó ese año por primera vez. 
En un correo electrónico enviado a la página web Eurovisión Times, el director de 1 FLTV Peter Kölbel informó que debido a la falta de subsidios del gobierno de Liechtenstein, la integración no es posible hasta el año 2013 como muy pronto. La emisora ha tratado de adherirse a la UER desde 2010. Sin embargo. el gobierno no se ha comprometido a financiar la única cadena del país para unirse a la UER. El director añadió a continuación que creía que el país podría unirse a la competición en 2013 si en abril de 2012 el gobierno aprobaba la financiación necesaria. Esto no se llevó a cabo y, por lo tanto, no pudo unirse en 2013. Debido a que 1 FLTV no es todavía miembro de la UER, Liechtenstein no participará en el resto de ediciones

## Participaciones
| 1976                           | La Haya | Biggi Bachmann | «My Little Cowboy» | Retirado | Retirado | Retirado | Retirado | Retirado | Retirado | Retirado | Retirado |
| No participó entre 1977 y 2025 |         |                |                    |          |          |          |          |          |          |          |          |